# Opostegoides
Opostegoides — род чешуекрылых насекомых из семейства опостегид.

## Описание
Гениталии самца: эдеагус развит; нижний край винкулума вогнутый. Гениталии самки: антрум со склеритизацией в виде крупной пластинки; анальная.

## Систематика
В составе рода:
- Opostegoides albella Sinev 1990
- Opostegoides bicolorella Sinev 1990
- Opostegoides minodensis Kuroko 1982
- Opostegoides padiensis Sinev 1990